# OpenAIRE
OpenAIRE (Open Access Infrastructure for Research in Europe) steht für ein pan-europäisches Forschungsinformationssystem zur Darstellung und Verknüpfung von Forschungsergebnissen, welches Metadaten aus Repositorien, Archiven, wissenschaftlichen Zeitschriften und anderen Infrastrukturen aggregiert.
Das Forschungsdatenrepositorium Zenodo ist ein Produkt von OpenAIRE.

## Projektförderphasen
OpenAIRE durchlief bisher die folgenden fünf Förderphasen:
1. Driver I & II, 2006–2007 bzw. 2007–2009
2. OpenAIRE, 2008–2011: Entwicklung eines Netzwerks von Open Access-Repositorien für wissenschaftliche Publikationen, deren Forschung durch die Europäische Kommission oder den Europäischen Forschungsrat finanziert wurde.[3]
3. OpenAIREplus, 2012–2015
4. OpenAIRE2020 und OpenAIRE-Connect, 2015–2018
5. OpenAIRE-Advance - Open Scholarship, Start: Januar 2018, Ende: Februar 2021, Fördernummer der Europäischen Kommission: 777541, Budget: 9.999.997,50 EUR im Programm H2020-EU OpenAIRE-Advance setzt die Mission von OpenAIRE2020 und OpenAIRE-Connect zur Unterstützung der Open Access/Open Data-Mandate in Europa fort. Durch die Aufrechterhaltung der derzeitigen erfolgreichen Infrastruktur, die aus einem menschlichen Netzwerk und robusten technischen Diensten besteht, konsolidiert es seine Errungenschaften und arbeitet gleichzeitig daran, die Dynamik unter seinen Communities auf Open Science zu verlagern, mit dem Ziel, eine vertrauenswürdige e-Infrastruktur innerhalb der Bereiche der European Open Science Cloud zu sein.
6. OpenAIRE-Nexus - Scholarly Communication Services for EOSC users, Start: 1. Januar 2021, Ende: 30. Juni 2023, Fördernummer der Europäischen Kommission: 101017452, Budget: 3.999.923,50 EUR und setzt die Arbeiten in Programm H2020 in der Förderlinie INFRAEOSC-07-2020 fort. OpenAIRE-Nexus bringt für Europa via der European Open Science Cloud eine Reihe von Dienstleistungen, um Open Science zu implementieren und zu beschleunigen. Durch die Einbettung in die Arbeitsabläufe von Forschern, soll ihnen die Akzeptanz und Übernahme von Open-Science-Praktiken wie Offenheit und FAIRness erleichtert werden.